# رانزان، سایتاما
رانزان، سایتاما (به لاتین: Ranzan, Saitama) یک منطقهٔ مسکونی در ژاپن است که در استان سایتاما واقع شده‌است. رانزان ۲۹٫۹۲ کیلومترمربع مساحت و ۱۸٬۳۱۹ نفر جمعیت دارد.